# Tipula (Beringotipula) appendiculata
Tipula (Beringotipula) appendiculata is een tweevleugelige uit de familie langpootmuggen (Tipulidae). De soort komt voor in het Nearctisch gebied.